# St. James (Maryland)
St. James és una concentració de població designada pel cens dels Estats Units a l'estat de Maryland. Segons el cens del 2000 tenia 1.657 habitants.

## Demografia
Segons el cens del 2000, St. James tenia 1.657 habitants, 631 habitatges, i 499 famílies. La densitat de població era de 106,8 habitants per km².
Dels 631 habitatges en un 36,3% hi vivien nens de menys de 18 anys, en un 70,8% hi vivien parelles casades, en un 6,3% dones solteres, i en un 20,9% no eren unitats familiars. En el 16,8% dels habitatges hi vivien persones soles el 9% de les quals corresponia a persones de 65 anys o més que vivien soles. El nombre mitjà de persones vivint en cada habitatge era de 2,62 i el nombre mitjà de persones que vivien en cada família era de 2,94.
Per edats la població es repartia de la següent manera: un 24,9% tenia menys de 18 anys, un 5,6% entre 18 i 24, un 29,1% entre 25 i 44, un 26,3% de 45 a 60 i un 14,2% 65 anys o més.
L'edat mediana era de 39 anys. Per cada 100 dones de 18 o més anys hi havia 94,2 homes.
La renda mediana per habitatge era de 53.750 $ i la renda mediana per família de 65.924 $. Els homes tenien una renda mediana de 39.464 $ mentre que les dones 28.594 $. La renda per capita de la població era de 20.193 $. Entorn del 2,3% de les famílies i el 5,1% de la població estaven per davall del llindar de pobresa.

## Poblacions més properes
El següent diagrama mostra les poblacions més properes.